# Hoa Kỳ v Anh (Giải vô địch bóng đá thế giới 1950)
Đội tuyển Hoa Kỳ đánh bại đội tuyển Anh 1–0 vào ngày 29 tháng 6 năm 1950, ở bảng 2 của Giải vô địch bóng đá thế giới 1950 tại Sân vận động Independência, Belo Horizonte, Brasil. Kết quả của trận đấu là một trong những cú sốc lớn nhất trong lịch sử giải đấu.

## Bối cảnh
Đây là kỳ World Cup đầu tiên mà đội tuyển Anh tham dự. Tại thời điểm đó, Anh được xem là "Vua bóng đá", họ thắng 23, hòa 3 thua 4 kể từ sau Đệ nhị Thế chiến. Anh nằm cùng Tây Ban Nha, Chile và Mỹ ở bảng 2, đội đầu bảng sẽ lọt vào vòng tiếp theo. Trước giải đấu, họ đã đại thắng Ý 4–0 và Bồ Đào Nha 10–0 để làm nóng cho World Cup.
Đội hình tuyển Mỹ toàn cầu thủ bán chuyên nghiệp, đại đa số làm các nghề nghiệp khác như giáo viên, lái xe tang, đưa thư hay thợ xây, thậm chí cả rửa bát. Có cầu thủ không thể tập trung do không được chủ cho nghỉ việc. Đội hình này được triệu tập vội vã, chỉ tập với nhau có 1 buổi trước khi thi đấu. HLV William Jeffrey thậm chí nói cầu thủ của mình là "bầy cừu chờ bị xả thịt".

## Diễn biến
ĐT Anh tấn công ngay và mất chỉ 90 giây để có cú dứt điểm đầu tiên bị thủ môn Frank Borghi đẩy ra. Sau hơn 10 phút thi đấu ĐT Anh đã có tới 6 lần sút bóng vào cầu môn Mỹ, 2 lần bóng chạm cột, 1 quả vọt xà, 1 quả bị Borghi đẩy ra và 2 quả đi ra ngoài. ĐT Mỹ mất tới phút 25 để có cú dứt điểm đầu tiên nhưng thủ môn Bert Williams cản phá không khó.
Không lâu sau Anh có tới 3 cơ hội nhưng đều bỏ lỡ, hai lần Stan Mortensen đưa bóng vọt xà và Tom Finney có cú đánh đầu bị Borghi cản phá. Khi sức ép đang lên tới cao trào, giây phút bước ngoặt của trận đấu đã đến.
Phút 37, tiền vệ Walter Bahr của Mỹ sút xa từ cự ly 25m, thủ môn Williams dịch sang phải để chuẩn bị bắt bóng. Nhưng Joe Gaetjens, người đang đá cho CLB Brookhattan và rửa bát ở một nhà hàng để kiếm thêm, xuất hiện và đổ người đánh đầu ở gần chấm 11m. Bóng đi ngược đà của Williams khiến thủ môn này không trở tay kịp. Các khán đài trên Sân vận động Independência nổ tung: Mỹ 1–0 Anh.
Sau hiệp 1, từ chỗ có 10.000 khán giả trên các khán đài thì đã có thêm hơn 3.000 người nữa tới sân sau khi họ nghe tin Mỹ đã dẫn Anh 1–0 sau hiệp 1. Các CĐV Brasil cổ vũ cho Mỹ vì Mỹ được đánh giá là đội yếu hơn, bên cạnh đó nếu Anh không vượt qua vòng bảng thì Brasil sẽ không phải gặp Anh ở loạt vòng bảng cuối cùng.
Sang hiệp 2, ĐT Anh tấn công dồn dập, Mortensen có cú đá phạt bị Borghi đấm ra. 8 phút trước khi hết giờ, ĐT Anh hưởng một quả đá phạt sát vạch 16m50 nhưng từ cú treo bóng của Alf Ramsey, cú đánh đầu của Jimmy Mullen bị từ chối trên vạch vôi bởi thủ môn Borghi, và trọng tài xác định bóng chưa đi qua vạch.
ĐT Mỹ thậm chí còn một cơ hội ở cuối trận, Frank Wallace thoát xuống vượt qua thủ môn Williams nhưng bị Ramsey từ chối bàn thắng với cú trượt người phá bóng gần vạch vôi. Không vấn đề gì, bởi khi tiếng còi mãn cuộc vang lên, Mỹ đã đánh bại Anh 1–0.

## Kết quả
| Hoa Kỳ       | 1–0      | Anh |
| ------------ | -------- | --- |
| Gaetjens 38' | Chi tiết |     |

| Hoa Kỳ | Anh |

|                  |  |                  |  |
|                  |  |                  |  |
| GK               |  | Frank Borghi     |  |
| RB               |  | Harry Keough     |  |
| LB               |  | Joe Maca         |  |
| RH               |  | Ed McIlvenny (c) |  |
| CH               |  | Charlie Colombo  |  |
| LH               |  | Walter Bahr      |  |
| IR               |  | Gino Pariani     |  |
| IL               |  | John Souza       |  |
| OR               |  | Frank Wallace    |  |
| OL               |  | Ed Souza         |  |
| CF               |  | Joe Gaetjens     |  |
| Huấn luyện viên: |  |                  |  |
| William Jeffrey  |  |                  |  |

|                     |  |                  |  |
|                     |  |                  |  |
| GK                  |  | Bert Williams    |  |
| RB                  |  | Alf Ramsey       |  |
| LB                  |  | John Aston       |  |
| CH                  |  | Billy Wright (c) |  |
| MF                  |  | Laurie Hughes    |  |
| MF                  |  | Jimmy Dickinson  |  |
| FW                  |  | Wilf Mannion     |  |
| FW                  |  | Tom Finney       |  |
| FW                  |  | Jimmy Mullen     |  |
| FW                  |  | Stan Mortensen   |  |
| FW                  |  | Roy Bentley      |  |
| Huấn luyện viên:    |  |                  |  |
| Walter Winterbottom |  |                  |  |

| Trợ lý trọng tài: Charles de la Salle (Pháp) Giovanni Galeati (Ý) |